# Blue Brain Project
Blue Brain Project — проект по компьютерному моделированию головного мозга человека. Начался в июле 2005 года. Над проектом совместно работают компания IBM и Швейцарский Федеральный Технический Институт Лозанны (École Polytechnique Fédérale de Lausanne — EPFL).

## Цель проекта
Целью проекта является разработка биологических алгоритмов, научных процессов и программ, нужных для того, чтобы создать работающую компьютерную модель мозга. К 2024 году исследователи рассчитывают сделать полноценную модель мозга мыши на клеточном уровне. 
Основной структурной единицей новой коры головного мозга является нейронная колонка. Одна такая колонка содержит порядка 103—104 нейронов, дендриты которых проходят через всю высоту колонки. Новая кора и каждая его колонка состоит из 6 слоёв. Толщина каждого слоя примерно равна толщине кредитной карточки.
Проект использует суперкомпьютер Blue Gene для моделирования колонок. В конце 2006 года удалось смоделировать одну колонку новой коры молодой крысы. При этом использовался один компьютер Blue Gene и было задействовано 8192 процессора для моделирования 10000 нейронов. То есть практически один процессор моделировал один нейрон. Для соединения нейронов было смоделировано порядка 3⋅107 синапсов.
На текущий момент команда работает над «режимом реального времени», при котором 1 секунда реального времени работы мозга моделируется процессорами за 1 секунду.

### Фаза I
26 ноября 2007 года было объявлено о завершении «Фазы I» проекта Blue Brain. Итогами этой фазы являются:
1. Новая модель сеточной структуры, которая автоматически, по запросу, генерирует нейронную сеть по предоставленным биологическим данным.
2. Новый процесс симуляции и саморегуляции, который перед каждым выпуском автоматически проводит систематическую проверку и калибровку модели, для более точного соответствия биологической природе.
3. Первая модель колонки новой коры клеточного уровня, построенная исключительно по биологическим данным.

### Фаза II
8  октября 2015 года в реферируемом журнале Cell была опубликована статья, в которой команда проекта подробно описала свой подход к моделированию, описала модель нескольких микроколонок и сделала ряд предсказаний о структуре микроконтура и поведении нейронов в зависимости от изменения входных параметров.

### 3D визуализация
В процессе моделирования получается огромный объём данных (сотни гигабайт информации в секунду), которые чрезвычайно тяжело анализировать. Поэтому кроме параллельной обработки исходящих данных был разработан интерфейс 3D визуализации колонки. Меш-объект визуализированной колонки (10000 нейронов) содержит порядка 1 миллиарда треугольников и имеет объём в 100 Гб. Модель колонки, с отображением электрической активности имеет объём порядка 150 Гб. Такой интерфейс позволяет зрительно анализировать информацию электрической активности и выявлять наиболее интересные зоны. Он также позволяет сравнивать результаты, полученные моделированием с опытными результатами, которые получаются путём измерения микроэлектроэнцефалограммы колонки. Калибровка модели за счёт сравнения с реальной биологической колонкой была проведена в «Фазе II» проекта.

### Моделирование сознания
Исследователи не ставят перед собой задачи смоделировать сознание.

Если сознание появляется в результате критической массы взаимодействий — тогда, это может быть возможно. Но мы действительно не понимаем, что есть сознание, поэтому трудно об этом говорить.
Оригинальный текст (англ.)If consciousness arises because of some critical mass of interactions, then it may be possible. But we really do not understand what consciousness actually is, so it is difficult to say.

## Команда исследователей
- Professor Henry Markram — директор проекта. Директор центра Нейронауки и Технологий (Center for Neuroscience & Technology).
- Dr Robert Bishop — председатель.
- Dr Ronald Cicurel — председатель.
- Dr Felix Schürmann — Project Manager. Также занимается исследованиями в Институте Мозга и Мышления (Brain Mind Institute, EPFL). Его работа заключается в поиске альтернативных методов вычислений.
- Dr Sean Hill — Project Manager. Раньше был членом Biometaphorical Computing Group при IBM T.J. Watson Research Center. Область его исследований — крупномасштабные модели реальной биологической активности. Исследует пластичность синапсов, структуру нейросети, расширение модели от одной колонки до полноценного мозга с режимами сна и бодрствования.
- Dr Eric Kronstadt — представитель IBM. Член Академии Технологий IBM. Был дважды награждён компанией IBM за выдающиеся исследования. Имеет три патента в области структуры микропроцессоров.

## Публикации
- Markram, H., 2006. The blue brain project. Nat Rev Neurosci. 7, 153—160.
- Kozloski, J. et al., Identifying, tabulating, and analyzing contacts between branched neuron morphologies, IBM Journal of Research and Development, Vol 52, Number 1/2, 2008
- Druckmann, S. et al., A Novel Multiple Objective Optimization Framework for Constraining Conductance-Based Neuron Models by Experimental Data, Frontiers in Neuroscience, Vol. 1, Issue 1, 2007
- Anwar, H. et al., Capturing neuron mophological diversity. In Computational modeling methods for neuroscientists. E. De Schutter (ed.), MIT Press
- Hines, M. et al., 2008. Neuron splitting in compute-bound parallel network simulations enables runtime scaling with twice as many processors, J. Comput. Neurosci.
- Hines, M. et al., 2008. Fully Implicit Parallel Simulation of Single Neurons, J. Comput. Neurosci.